# Lachemilla pascuorum
Lachemilla pascuorum là loài thực vật có hoa trong họ Hoa hồng. Loài này được (Standl.) Rothm. mô tả khoa học đầu tiên năm 1937.